# Танич Михайло Ісайович
Танич Михайло Ісайович (рос. Танич Михаил Исаевич, івр. מיכאיל טאניץ', при народженні Миха́йло Іса́кович Танхіле́вич; 15 вересня 1923, Таганріг, Донецька губернія, УСРР — 17 квітня 2008, Москва) — радянський і російський поет-пісняр, музичний продюсер. Заслужений діяч мистецтв Росії (2000). Народний артист Російської Федерації (2003).

## Біографічні відомості
Учасник Німецько-радянської війни.

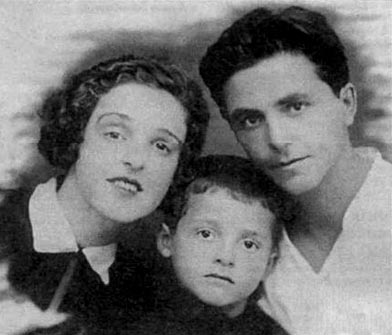
Михась Танхілевич з батьками Мариною Борисовною та Ісаком Самойловичем, кінец 1920-х років

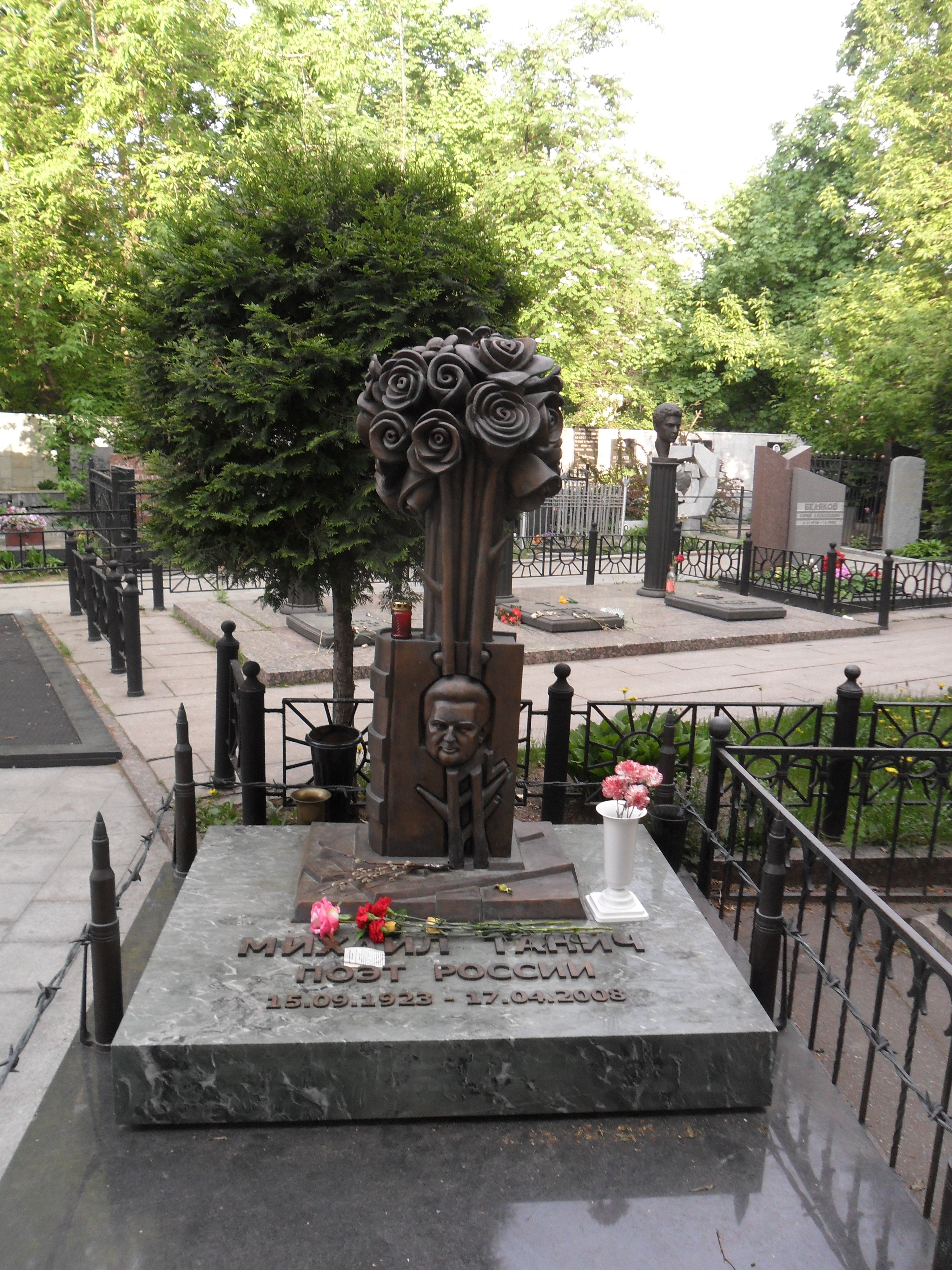
Могила поета Михайла Танича

У післявоєнному, мирному житті Михайло Танич – автор віршів до пісень, багато з яких стали шлягерами у виконанні відомих артистів естради.

## Найбільш відомі пісні на вірші М. Танича
(російською)
- «Бархатный сезон» (муз. Р. Паулса)
- «Белый свет» (″На тебе сошёлся клином белый свет…″) (у співавт.; муз. О. Фельцмана)
- «Возьми меня с собой» (муз. А. Мажукова)
- «Выдумал тебя» (муз. Е. Мартынова)
- «Гуси-лебеди» (муз. Я. Френкеля)
- «Дарю тебе Москву» (муз. Д. Тухманова)
- «Дачный роман» (муз. В. Быстрякова)
- «Дельфины» (муз. И. Словесника)
- «Детектив» («Спасите, спасите, спасите…») (муз. В. Шаинского)
- «До свидания» (муз. Р. Горобца)
- «Занавес» (муз. Р. Паулса)
- «Зеркало» (муз. Ю. Антонова)
- «Идёт солдат по городу» (муз. В. Шаинского)
- «Как тебе служится?» (муз. Я. Френкеля)
- «Карусель» (муз. Р. Паулса)
- «Когда мы любим» (муз. В. Мигули)
- «Комарово» (муз. И. Николаева)
- «Кони в яблоках» (муз. Д. Тухманова)
- «Король сочиняет танго» (муз. Р. Паулса)
- «Лесом, полем» (муз. В. Малежика)
- «Любовь — кольцо» (муз. Я. Френкеля)
- «Марадона» (муз. Р. Горобца)
- «Маяк» (муз. Р. Паулса)
- «Медовый месяц» (муз. В. Мигули)
- «Мне красивого не надо» (муз. Э. Ханка)
- «Морская песенка» (муз. Ю. Саульского)
- «Моряк сошёл на берег» (у співавт., муз. А. Островского)
- «Москвичка» (муз. Р. Горобца)
- «Московский самолёт» (муз. А. Добронравова)
- «На последнем сеансе кино» (муз. В. Малежика)
- «На дальней станции сойду» (муз. В. Шаинского)
- «Назови меня красавицей» (муз. В. Шаинского)
- «Накрой мне плечи» (муз. Р. Паулса)
- «На последнем сеансе кино» (муз. Е. Доги)
- «Наша песня» (муз. В. Гамалия)
- «Наши девчонки» (муз. Я. Френкеля)
- «Не жалей» (муз. С. Намина)
- «Не забывай» (муз. Ю. Антонова)
- «Не хлопай дверью» (муз. Р. Паулса)
- «Новая звезда» (муз. А. Малинина)
- «Ну что тебе сказать про Сахалин?» (муз. Я. Френкеля)
- «Одесса» (муз. В. Матецкого)
- «Одесса» (муз. А. Укупника)
- «Палаточный город» (муз. О. Фельцмана)
- «Парень с гитарой» (муз. И. Саруханова)
- «Пароходы» (муз. И. Николаева)
- «Паутиночка» (муз. Л. Лядовой)
- «Песенка друзей» (муз. А. Бабаджаняна)
- «Песня нашего лета» (муз. В. Матецкого)
- «Песня Нептуна» (Е. Дога)
- «Песня о дружбе» (муз. Н. Богословского)
- «Песня о кино» (муз. Я. Френкеля)
- «Письмо учительнице» (муз. Я. Френкеля)
- «Платок» (муз. С. Муравьёва)
- «Повезло!» (муз. Е. Мартынова)
- «По грибы» (муз. В. Гамалия)
- «Погода в доме» (муз. Р. Горобца)
- «Подорожник» (муз. С. Муравьёва)
- «Потерянный рай» (муз. Д. Тухманова)
- «Похожа на мечту» (муз. В. Кузьмина)
- «Почему я сказала вам нет?» (муз. И. Азарова)
- «Признание в любви» (муз. С. Туликова)
- «Притяжение любви» (муз. Р. Паулса)
- «Провинциалка» (муз. В. Малежика)
- «Проводы любви» (муз. Г. Мовсесяна)
- «Прости меня» (муз. А. Укупника)
- «Простой сюжет» (муз. В. Кузьмина)
- «Радовать» (муз. А. Днепрова)
- «Радуга» (муз. А. Флярковского)
- «Разберёмся» (муз. Р. Горобца)
- «Разгорелась заря» (муз. В. Добрынина)
- «Разгуляй» (муз. Р. Горобца)
- «Ревнуй меня» (муз. Р. Горобца)
- «Ресторан» (муз. Р. Горобца)
- «Ринг» (муз. А. Барыкина)
- «Робот» (муз. Л. Мерабова)
- «Секундомер» (муз. И. Николаева)
- «Семейный альбом» (муз. Д. Тухманова)
- «Синие дожди» (муз. Г. Мовсесяна)
- «Скажи мне всё» (муз. А. Басилая)
- «Спасибо вам, люди» (муз. Э. Колмановского)
- «Старый боцман» (муз. И. Николаева)
- «Стена» (муз. А. Укупника)
- «Страдания» (муз. Я. Френкеля)
- «Строгий капрал» («Как хорошо быть генералом») (муз. В. Гамалия)
- «Так уж бывает» (у співавт., муз. Я.Френкель)
- «Талисман» (муз. Евгения Жаровского)
- «Тамада» (муз. А. Экимяна)
- «Танцплощадка» (Е. Дога)
- «Текстильный городок» (муз. Я. Френкеля)
- «Телеграмма» (муз. Р. Паулса)
- «Теплоход прогулочный» (муз. Р. Неврединова)
- «Теплушка» (муз. И. Николаев)
- «Тоннель под Ла-Маншем» (муз. В. Севастьянова)
- «Три минуты» (муз. Р. Паулса)
- «Троллейбус на Малую Землю» (муз. В. Махлянкина)
- «Ты встречай» (муз. Я. Френкеля)
- «Ты — есть!» (муз. Б. Журавлёва)
- «Ты снишься мне» (муз. Р. Горобца)
- «Узелки» (муз. С. Коржукова)
- «Ходит песенка по кругу» (у співавт., муз. О. Фельцмана)
- «Хочу быть любимой» (муз. Р. Горобца)
- «Хочу в круиз» (муз. И. Демарина)
- «Цветные сны» (муз. В. Шаинского)
- «Чёрное и белое» из т/ф «Большая перемена» (муз. Э. Колмановского)
- «Чёрный кот» (муз. Ю. Саульского)
- «Что-нибудь для души» (муз. Д. Тухманова) — исп. Лев Лещенко
- «Чудо-земля» (муз. Д. Тухманова)
- «Я Вас люблю» (муз. И. Азарова)
- «Я верю!» (муз. В. Малежика) из к/ф «Один за всех!»
- «Я куплю тебе дом» («А белый лебедь на пруду качает павшую звезду…») (муз. С. Коржукова)
- «Я люблю мою Москву» (муз. Н. Пескова)
- «Я не звоню» (муз. В. Кузьмина)

## Фільмографія
Автор текстів пісень до фільмів:
- «Жінки» (1965)
- «Таємничий чернець» (1967)
- «Велика перерва» (1972—1973)
- «Береги» (1973)
- «З веселощами й відвагою» (1973)
- «Жили три холостяки» (1973)
- «Невиправний брехун» (1973)
- «Ваші права?» (1974)
- «Особисте життя» (1974, Кіностудія ім. О. Довженка)
- «Тому що кохаю» (1974)
- «Здрастуйте, лікарю!» (1974, Одеська кіностудія)
- «Ви Петька не бачили?» (1975, Кіностудія ім. О. Довженка)
- «По секрету всьому світу» (1976)
- «„SOS“ над тайгою» (1976)
- «Чарівний голос Джельсоміно» (1977, Одеська кіностудія)
- «За сімейними обставинами» (1977)
- «Три веселі зміни» (1977)
- «Спогад» (1977, Кіностудія ім. О. Довженка)
- «Напередодні прем'єри» (1978, Кіностудія ім. О. Довженка)
- «Розклад на післязавтра» (1978)
- «Хто отримає приз?» (1979, мультфільм)
- «Дивовижні пригоди Дениса Корабльова» (1979)
- «Інакше не можна» (1980)
- «Очікування» (1981, Одеська кіностудія)
- «Бережіть жінок» (1981, Одеська кіностудія)
- «4:0 на користь Тетянки» (1982, Одеська кіностудія)
- «Білі Роси» (1983)
- «Весілля сойок» (1984)
- «Один за всіх!» (1985)
- «Танцмайданчик» (1985)
- «Монолог про любов» (1986, «Укртелефільм»)
- «Старі пісні про головне 2» (1996) та ін.